# Nagakubo Sekisui
Nagakubo Sekisui est un géographe et cartographe japonais. Il est né le 8 décembre 1717 à Akahama province de Hitachi et décédé le 31 août 1801 à Edo.

## Galerie

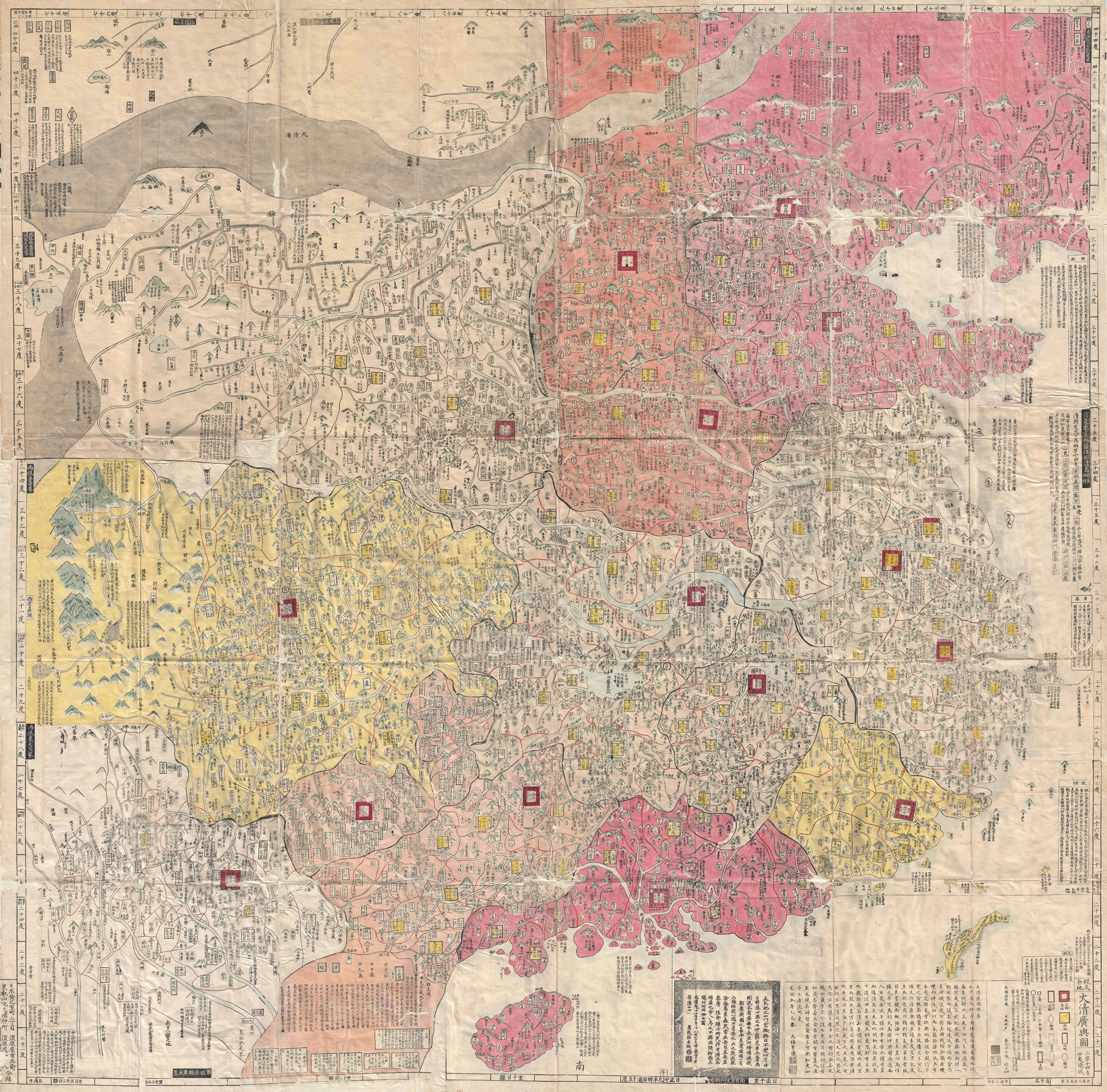
Carte de la Chine 1785
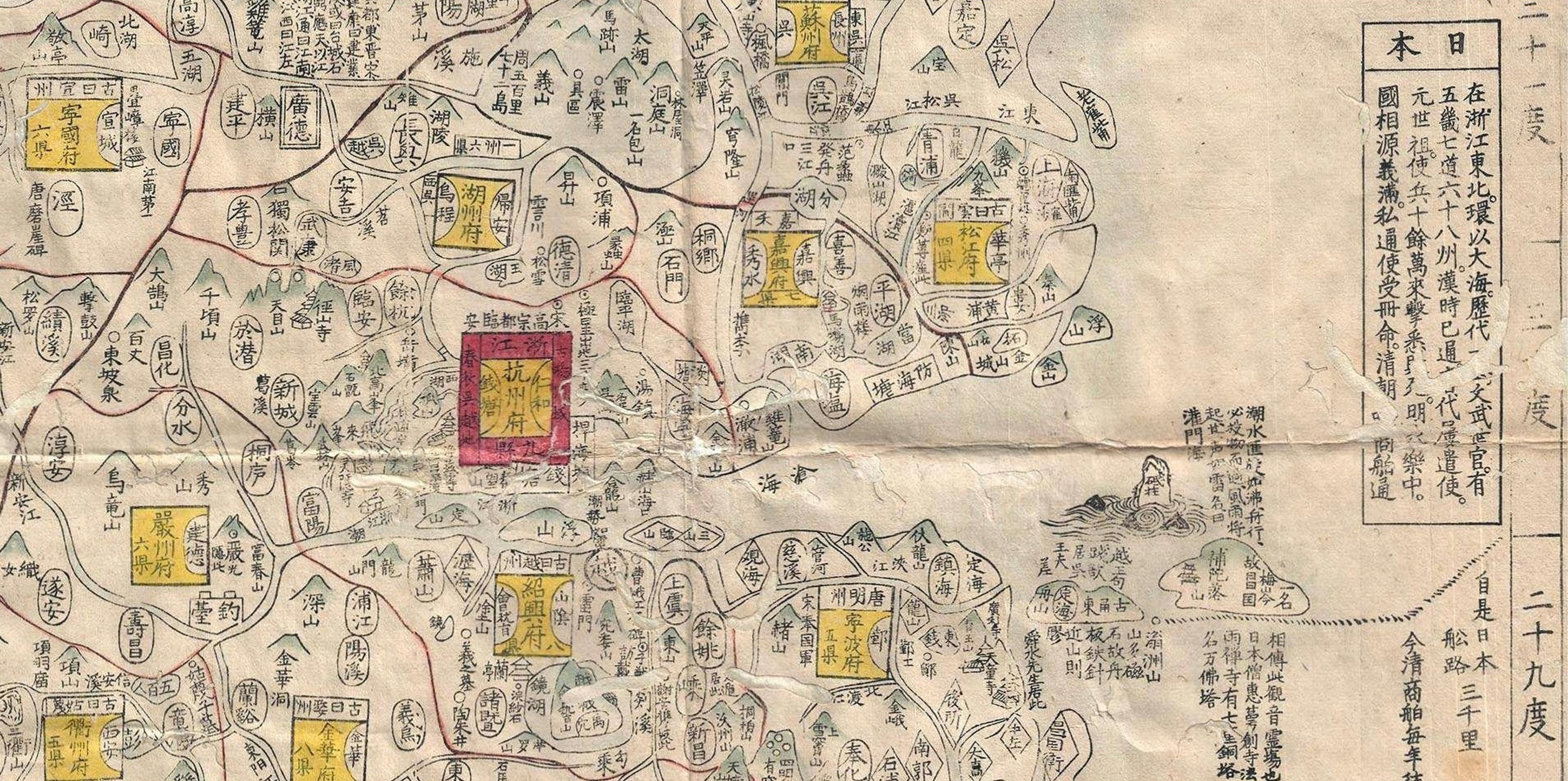
détail de la précédente
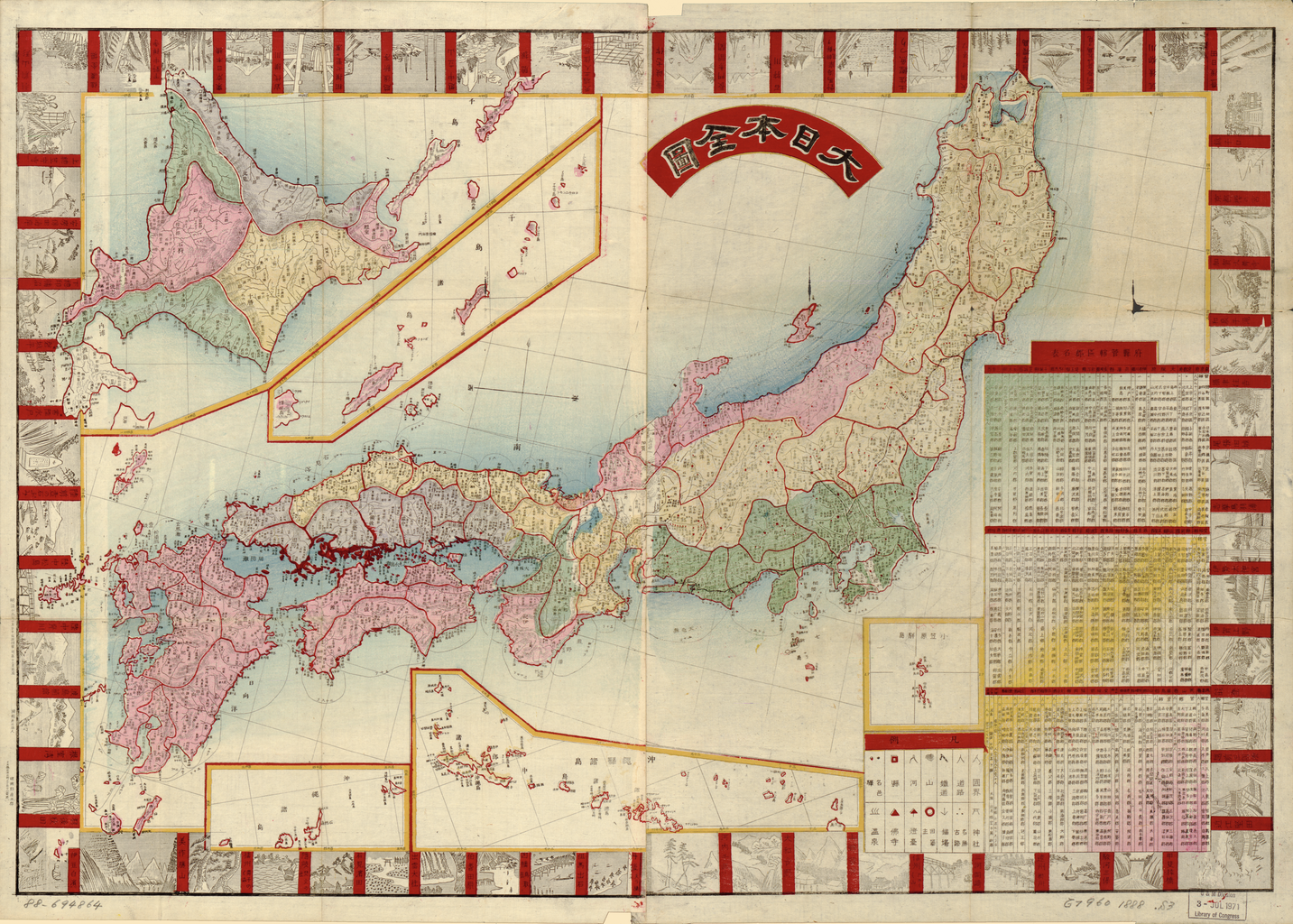
Carte du Japon
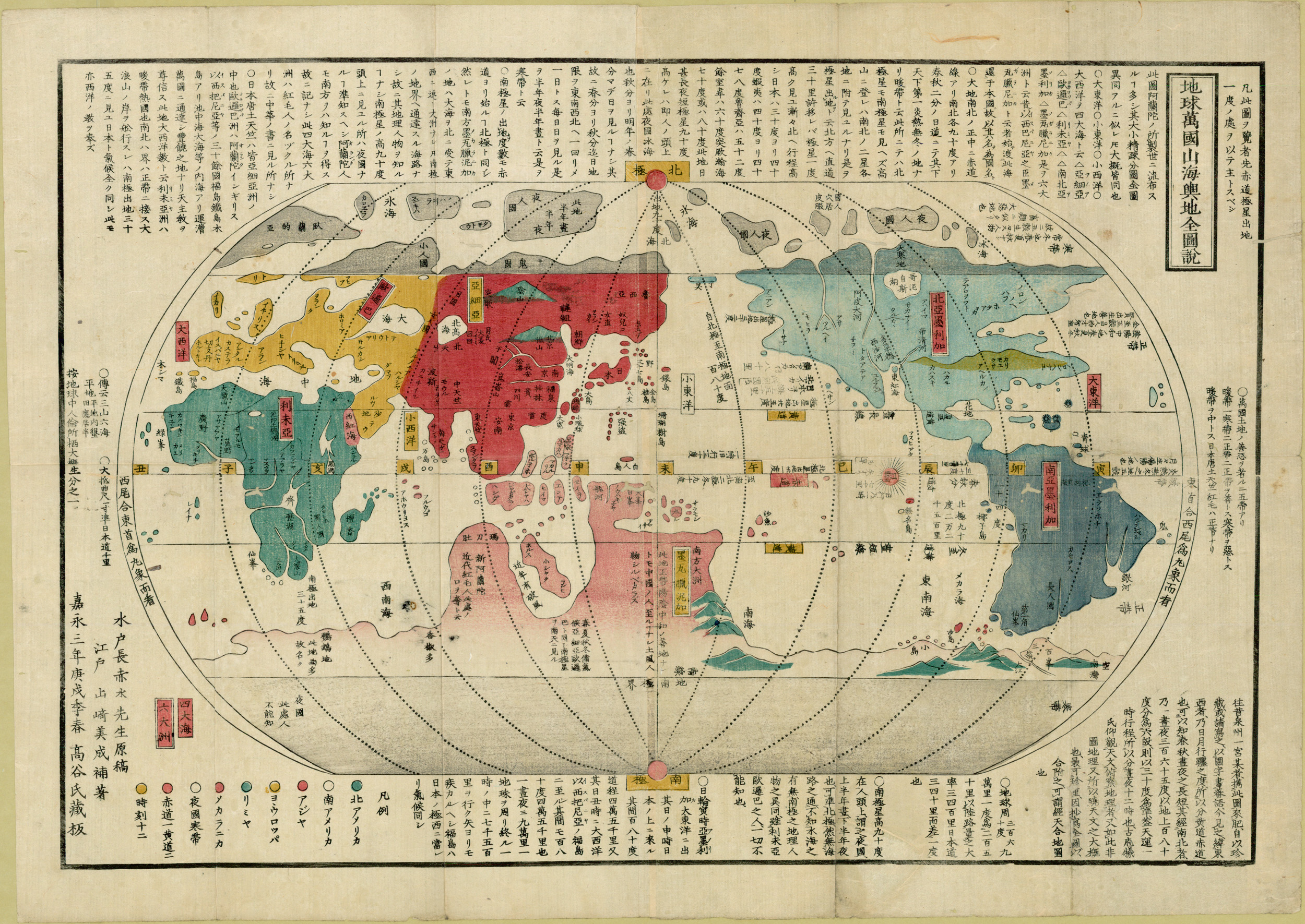
Carte du monde